# Canadian C-Spine Rule

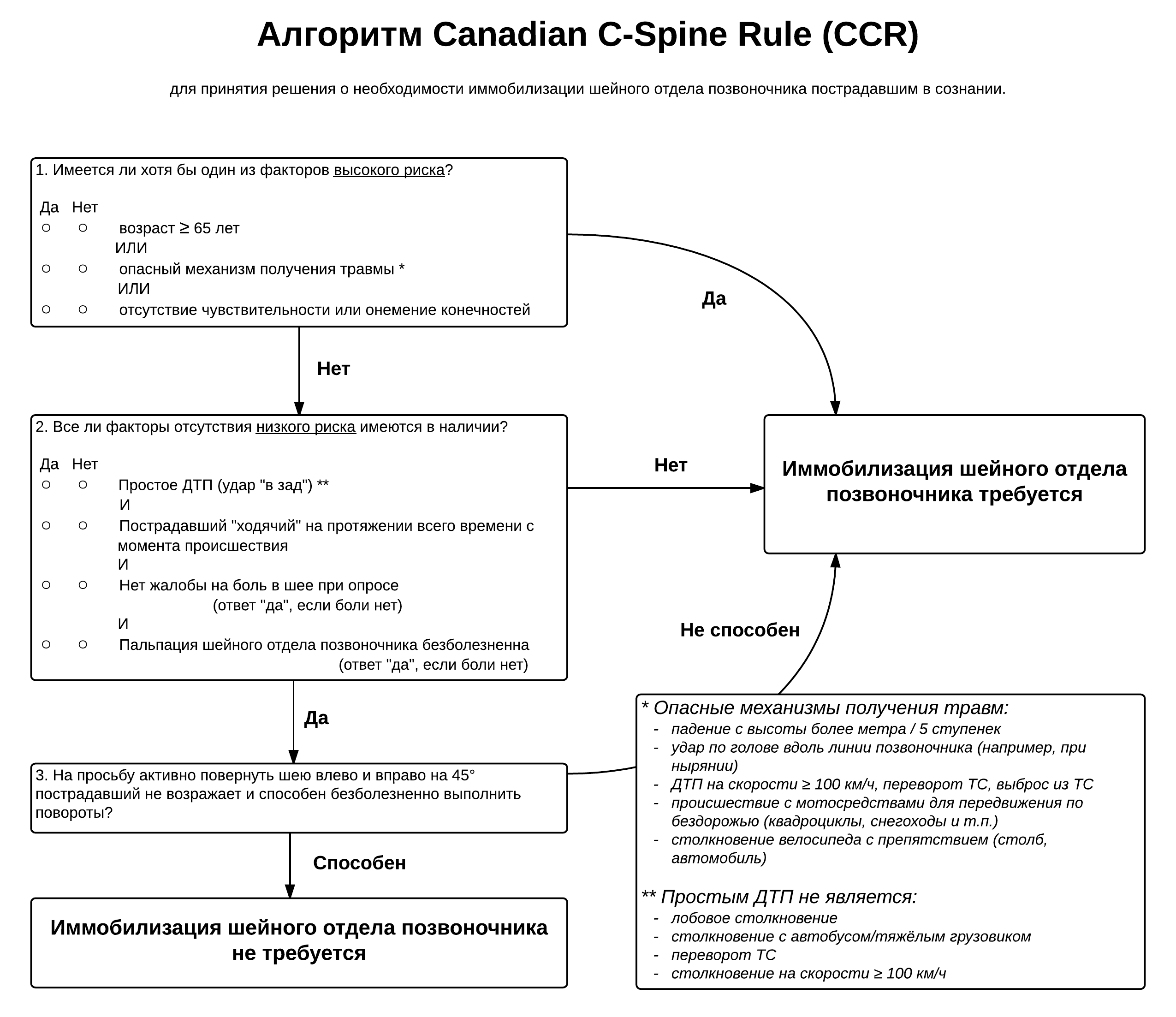
Алгоритм Canadian C-Spine Rule на русском языке.

Алгоритм Canadian C-Spine Rule (CCR) с высокой эффективностью позволяет определить требуется ли иммобилизация шейного отдела позвоночника пострадавшим в сознании или нет.
Изначально был опубликован в 2001 году как инструмент принятия решения в условиях стационара о необходимости проведения пациентам радиологического исследования. В 2011 году пересмотренное издание было опубликовано для догоспитального этапа и уже как инструмент принятия решения о необходимости иммобилизации шейного отдела позвоночника.
Применение алгоритма позволяет снизить количество радиологических исследований у пациентов с подозрением на травму шеи более чем на 40%. Исследования эффективности алгоритма показали чувствительность в 90-100% для травм шейного отдела позвоночника, при этом большинство исследований показало чувствительность в 99-100%. Лишь в одном исследовании эффективности алгоритма была показана чувствительность в 90%. Это исследование проводилось в кабинете, где медсестры были обучены применению алгоритма. Однако, ретроспективный обзор исследователями данного случая показал, что алгоритм ими применялся неправильно минимум в 4 случаях с явными признаками высокого риска.
Алгоритм может быть применён к пациентам в состоянии алкогольного опьянения.
Является более чувствительным в сравнении с алгоритмом NEXUS.

## Критика алгоритма
Основная критика алгоритма сводится к тому, что его трудно запомнить из-за его многочисленных критериев. Однако, использование приложения для смартфона или цифровой картинки решает эту проблему.

## Исключения
Алгоритм не может применяться к следующим пациентам:
- Не травматический случай
- Уровень сознания по шкале комы Глазго <15
- Нестабильные жизненные показатели
- Возраст <16 лет
- Центральный паралич
- Имеются болезни позвоночника
- На шейном отделе позвоночника ранее проводилась хирургическая операция